# Реченский сельсовет
Ре́ченский сельсове́т (бел. Рачэнскі сельсавет) — административная единица на территории Любанского района Минской области Белоруссии. Центр сельсовета — агрогородок Речень.

## История
28 мая 2013 года в состав сельсовета вошли 10 населённых пунктов упразднённого Ляховского сельсовета. 16 октября 2018 года упразднён хутор Котенин.

## Состав
Реченский сельсовет включает 42 населённых пункта:
- Белый Слуп — посёлок.
- Берекаль — посёлок.
- Борок — посёлок.
- Борок — деревня.
- Вишеньки — посёлок.
- Вынья — посёлок.
- Горки — посёлок.
- Дубиловка — деревня.
- Дунцы — деревня.
- Жоровка — деревня.
- Задонщина — посёлок.
- Закальное — деревня.
- Залуг — посёлок.
- Заречки — деревня.
- Заря — посёлок.
- Засмужье — деревня.
- Имховой — посёлок.
- Котовское — посёлок.
- Кривортово — посёлок.
- Криничное — посёлок.
- Крюково — посёлок.
- Ляховка — деревня.
- Мосты — посёлок.
- Налес — посёлок.
- Новая Дуброва — деревня.
- Обчин — деревня.
- Осовец — деревня.
- Островок — посёлок.
- Отрадное — деревня.
- Песчанец 1 — деревня.
- Песчанец 2 — деревня.
- Погорелка — посёлок.
- Подгай — посёлок.
- Подлески — посёлок.
- Пожарище — посёлок.
- Речень — агрогородок.
- Северное Олое — посёлок.
- Слободка — деревня.
- Старая Дуброва — деревня.
- Турок — деревня.
- Фёдоровка — деревня.
- Южное Олое — посёлок.